# 38 замков
«38 замков» — второй студийный альбом белорусско-российской певицы Бьянки, выпущенный 19 августа 2008 года на лейбле Sony BMG. Все песни на альбоме написаны самой Бьянкой.

## Отзывы критиков
| Оценки критиков | Оценки критиков |
| Источник        | Оценка          |
| --------------- | --------------- |
| InterMedia      | [ 1 ]           |
| Experty.by      | 6/10 и 3/10     |
| «Наша Ніва»     | 2/10            |

Алексей Мажаев из InterMedia отметил, что идеи мысль скрестить вязкую и ленивую чёрную музыку с русским фолком выглядит привлекательно, однако уровень воплощения оставляет желать. По его мнению, ещё по дебютной работе Бьянки было заметно, что целый альбом на этой единственной идее не держится: пластинке элементарно не хватало остроумия и запоминающихся музыкальных ходов, не позволяющих слушателю заскучать, а певице — естественности и витальности, однако ко второму альбому выяснилось, что вместо расширения своего сегмента и поиска новых идей Бьянка ещё глубже забилась в эту сомнительную раковину. В целом он назвал альбом неинтересным.
Дмитрий Безкоровайный в своём обзоре для Experty.by описал альбом как непритязательный и достаточно зажигательный поп-R’n’B, приправленный аккордеоном, без гиперинтеллекта — глуповато-наивная девочка-оторва не сильно волнуясь о правильности языка и глобальной смысловой нагрузке поет про любовь и всякое такое жизненное. По его мнению, это поп-музыка, а потому не надо здесь искать даже одинарное дно. «Задача этого диска развлекать и делает он это успешно». А вот Олег Климов из того же издания написал, что в альбоме, нет мелодий, над текстами можно было бы посмеяться, если бы исполнительница относилась к ним с большей иронией.
Сергей Мезенов в своей рецензии для «Лаборатории Новостей» написал, что стилистика залихватской дворовой песни, положенной на томный R&B-бит, представлена здесь во всей красе, а песенки отличаются друг от друга по минимуму, разве что по темпу. Но добавил, что слушать Бьянку нужно исключительно из-за её текстов, поскольку отношения певицы с русским языком остаются по-прежнему строго неуставными, отчего её вроде бы серьёзные песни регулярно превращаются в нечаянные комические куплеты.
Рецензент журнал «Коммерсантъ Weekend» заявил, что у самопровозглашённой «королевы русского R’n’B» лучше выходят не чистые стилизации ар-н-би, как «Я сижу у берега», а «уморительные сочетания» одесского ресторанного шансона и хип-хоповых «о-оу» и «ага-ага», как в песне «Про любовь», в которой чистым и наивным видом она поёт «я ж тебя любила, я ж тебе открылась, мазафака», а заодно открывает слушателю неизведанные глубины русского языка.
В рецензии для газеты «Наша Ніва» Сергей Будкин обрушился на альбом с критикой, написав, что это «абсолютно бездумная, бессмысленная и бесполезная музыка, сделанная умной продюсерской головой и поданная в красивой обёртке „русского народно арэнби“».

## Список композиций
Слова и музыка всех песен — Татьяны Липницкой.
| №   | Название                        | Длительность |
| --- | ------------------------------- | ------------ |
| 1.  | «Интро»                         | 0:41         |
| 2.  | «Спаси»                         | 3:51         |
| 3.  | «Про любовь»                    | 3:41         |
| 4.  | «Я сижу у берега»               | 2:58         |
| 5.  | «Всё очень просто»              | 3:10         |
| 6.  | «Не светит»                     | 2:50         |
| 7.  | «38 замков»                     | 3:46         |
| 8.  | «Измена»                        | 3:26         |
| 9.  | «Амстердам»                     | 2:53         |
| 10. | «Как же так»                    | 2:43         |
| 11. | «Шофёр»                         | 3:41         |
| 12. | «Русская народная R’n’B сказка» | 2:54         |

## Участники записи
- Бьянка — вокал
- Тарас Ващишин — аккордеон, аранжировка, запись и сведение
- Рушан Аюпов — баян
- Сергей Никульшин — баян
- Анна Саргисян — дудук
- Алик Комаровский — скрипка